# Корзун, Никита Иванович
Ники́та Ива́нович Ко́рзун (бел. Мікі́та Іва́навіч Ко́рзун; род. 6 марта 1995[…], Минск) — белорусский футболист, полузащитник казахстанского клуба «Актобе» и сборной Беларуси.

## Карьера

### Клубная
Никита является воспитанником академии минского «Динамо». Первый тренер — Руслан Азарёнок. На взрослом уровне дебютировал в 2011 году в первенстве дублёров. Первый свой матч за клуб в чемпионате Беларуси сыграл в 2012 году. Сезон 2013 года Корзун провёл будучи игроком основного состава первой команды «Динамо». В начале нового сезона в 2014 году Никита получил травму, после которой долго восстанавливался, пропустив тем самым практически весь сезон. В 2015 году Корзун, залечив все травмы, вновь стал игроком основного состава.
1 февраля 2016 года перешёл в киевское «Динамо», сумма сделки составила 750 тысяч евро. 14 мая 2016 года дебютировал в основе «Динамо» в игре против харьковского «Металлиста», отметился голевой передачей на Лукаша Теодорчика. Во второй половине 2016 года стал чаще появляться в составе. В начале 2017 года потерял место в основе, выступал за молодёжный состав. В первой половине сезона 2017/18 вновь стал попадать в основу, однако в 2018 году вовсе перестал появляться на поле.
24 июля 2018 года Корзун вернулся в минское «Динамо» по соглашению аренды, рассчитанному до конца 2018 года. Закрепился в стартовом составе команды, с ноября не играл из-за травмы.
В январе 2019 года отправился в аренду в клуб «Аль-Фатех» из Саудовской Аравии. В августе покинул команду и на правах аренды отправился в клуб «Вилафранкенсе» из португальской Сегунды.
2 сентября 2020 года в качестве свободного агента стал игроком солигорского «Шахтёра», подписав контракт на 3,5 года. В мае 2023 года по решению контрольно-дисциплинарного комитета АБФФ был оштрафован за участие в договорных матчах и получил годовую дисквалификацию в случае неуплаты штрафа. В декабре 2023 года футболист покинул клуб по истечении срока действия контракт.
В январе 2024 года футболист стал игроком казахстанского «Елимая». В сезоне-2024 с 7 голами стал лучшим снайпером клуба в чемпионате страны. В сезоне-2025 забил один мяч в десяти играх, а в конце июня покинул «Елимай» до истечения срока действия контракта. Сотрудничество было прекращено по взаимной договоренности. Впоследствии перешел в стан бронзового призера чемпионата Казахстана «Актобе».

### В сборной
Прогресс Корзуна не остался не замеченным тренерами сборных. В юношеской сборной Беларуси (до 19) Никита являлся капитаном и бесспорным лидером. В 2013 году хавбек был приглашён и дебютировал в молодёжной сборной Беларуси. 27 мая 2016 года состоялся дебют в национальной сборной Беларуси в матче против сборной Северной Ирландии (0:3).

## Достижения
«Динамо» (Минск)
- Серебряный призёр чемпионата Беларуси: 2014, 2015
- Бронзовый призёр чемпионата Беларуси: 2012, 2013, 2018
- Финалист Кубка Беларуси: 2012/13

«Динамо» (Киев)
- Чемпион Украины: 2015/16
- Серебряный призёр чемпионата Украины: 2016/17, 2017/18
- Обладатель Суперкубка Украины: 2016

«Шахтёр» (Солигорск)
- Чемпион Беларуси: 2020, 2021, 2022[a]
- Обладатель Суперкубка Беларуси: 2021, 2023

### Личные
- Лауреат в номинации «Футбольная надежда Беларуси» (2013)

## Статистика
| Клуб               | Сезон            | Лига              | Лига | Лига | Кубки | Кубки | Еврокубки | Еврокубки | Итого | Итого |
| Клуб               | Сезон            | Турнир            | Игры | Голы | Игры  | Голы  | Игры      | Голы      | Игры  | Голы  |
| ------------------ | ---------------- | ----------------- | ---- | ---- | ----- | ----- | --------- | --------- | ----- | ----- |
| Динамо (Минск)     | 2012             | Высшая лига       | 1    | 0    | 1     | 0     | 0         | 0         | 2     | 0     |
| Динамо (Минск)     | 2013             | Высшая лига       | 23   | 0    | 1     | 0     | 2         | 0         | 26    | 0     |
| Динамо (Минск)     | 2014             | Высшая лига       | 4    | 0    | 1     | 0     | 1         | 0         | 6     | 0     |
| Динамо (Минск)     | 2015             | Высшая лига       | 19   | 0    | 3     | 0     | 10        | 0         | 32    | 0     |
| Динамо (Минск)     | Всего            | Всего             | 47   | 0    | 6     | 0     | 13        | 0         | 66    | 0     |
| Динамо (Киев)      | 2015/16          | Чемпионат Украины | 1    | 0    | 0     | 0     | 0         | 0         | 1     | 0     |
| Динамо (Киев)      | 2016/17          | Чемпионат Украины | 11   | 0    | 0     | 0     | 4         | 0         | 15    | 0     |
| Динамо (Киев)      | 2017/18          | Чемпионат Украины | 8    | 0    | 1     | 0     | 4         | 0         | 13    | 0     |
| Динамо (Киев)      | Всего            | Всего             | 20   | 0    | 1     | 0     | 8         | 0         | 29    | 0     |
| Динамо (Минск)     | 2018             | Высшая лига       | 12   | 1    | 1     | 0     | 4         | 0         | 17    | 1     |
| Динамо (Минск)     | Всего            | Всего             | 12   | 1    | 1     | 0     | 4         | 0         | 17    | 1     |
| Аль-Фатех          | 2018/19          | Премьер-лига      | 11   | 0    | 0     | 0     | 0         | 0         | 11    | 0     |
| Аль-Фатех          | Всего            | Всего             | 11   | 0    | 0     | 0     | 0         | 0         | 11    | 0     |
| Вилафранкенсе      | 2019/20          | Сегунда           | 12   | 0    | 0     | 0     | 0         | 0         | 12    | 0     |
| Вилафранкенсе      | Всего            | Всего             | 12   | 0    | 0     | 0     | 0         | 0         | 12    | 0     |
| Шахтёр (Солигорск) | 2020             | Высшая лига       | 1    | 0    | 0     | 0     | 0         | 0         | 1     | 0     |
| Шахтёр (Солигорск) | 2021             | Высшая лига       | 18   | 0    | 4     | 0     | 2         | 0         | 24    | 0     |
| Шахтёр (Солигорск) | Всего            | Всего             | 19   | 0    | 4     | 0     | 2         | 0         | 25    | 0     |
| Всего за карьеру   | Всего за карьеру | Всего за карьеру  | 121  | 1    | 12    | 0     | 27        | 0         | 160   | 1     |

### В сборной
| Матчи за национальную сборную | Матчи за национальную сборную | Матчи за национальную сборную | Матчи за национальную сборную | Матчи за национальную сборную | Матчи за национальную сборную | Матчи за национальную сборную |
| №                             | Дата                          | Место проведения              | Оппонент                      | Счёт                          | Голы                          | Соревнование                  |
| ----------------------------- | ----------------------------- | ----------------------------- | ----------------------------- | ----------------------------- | ----------------------------- | ----------------------------- |
| 1                             | 27 мая 2016                   | Белфаст                       | Северная Ирландия             | 0:3                           | —                             | Товарищеский матч             |
| 2                             | 31 мая 2016                   | Корк                          | Ирландия                      | 2:1                           | —                             | Товарищеский матч             |
| 3                             | 6 сентября 2016               | Борисов                       | Франция                       | 0:0                           | —                             | Отборочный матч ЧМ-2018       |
| 4                             | 7 октября 2016                | Роттердам                     | Нидерланды                    | 1:4                           | —                             | Отборочный матч ЧМ-2018       |
| 5                             | 10 октября 2016               | Борисов                       | Люксембург                    | 1:1                           | —                             | Отборочный матч ЧМ-2018       |
| 6                             | 9 ноября 2016                 | Пирей                         | Греция                        | 1:0                           | —                             | Товарищеский матч             |
| 7                             | 12 июня 2017                  | Минск                         | Новая Зеландия                | 1:0                           | —                             | Товарищеский матч             |
| 8                             | 3 сентября 2017               | Борисов                       | Швеция                        | 0:4                           | —                             | Отборочный матч ЧМ-2018       |
| 9                             | 10 октября 2017               | Париж                         | Франция                       | 1:2                           | —                             | Отборочный матч ЧМ-2018       |
| 10                            | 9 ноября 2017                 | Ереван                        | Армения                       | 1:4                           | —                             | Товарищеский матч             |
| 11                            | 13 ноября 2017                | Кутаиси                       | Грузия                        | 2:2                           | —                             | Товарищеский матч             |
| 12                            | 12 октября 2018               | Минск                         | Люксембург                    | 1:0                           | —                             | Лига наций 2018/19            |
| 13                            | 8 июня 2019                   | Борисов                       | Германия                      | 0:2                           | —                             | Отборочный матч ЧЕ-2020       |
| 14                            | 11 июня 2019                  | Борисов                       | Северная Ирландия             | 0:1                           | —                             | Отборочный матч ЧЕ-2020       |
| 15                            | 23 февраля 2020               | Шарджа                        | Узбекистан                    | 1:0                           | —                             | Товарищеский матч             |
| 16                            | 26 февраля 2020               | София                         | Болгария                      | 1:0                           | —                             | Товарищеский матч             |
| 17                            | 2 сентября 2021               | Острава                       | Чехия                         | 0:1                           | —                             | Отбор ЧМ-2022 (Группа E)      |

Итого: 17 матчей / 0 голов; 6 побед, 3 ничьи, 8 поражений.